# Munna longipoda
Munna longipoda is een pissebed uit de familie Munnidae. De wetenschappelijke naam van de soort is voor het eerst geldig gepubliceerd in 1994 door Teodorcyzk & Waegele.